# (6621) Timchuk
(6621) Timchuk (1975 VN5) – planetoida z pasa głównego asteroid okrążająca Słońce w ciągu 4,06 lat w średniej odległości 2,54 j.a. Odkryta 2 listopada 1975 roku.